# Guadalupe (Perú)
Guadalupe (en mochica colonial: Namæl o Anlape) es una ciudad de la Costa Norte del Perú, capital del distrito de Guadalupe ubicado en la provincia de Pacasmayo, en el departamento de La Libertad. 
La ciudad está enclavada en el corazón del valle del río Jequetepeque a 120 km  de Trujillo. En 2015 tenía una población estimada de 43 356 habitantes.
La localidad se llamó Anlape hasta el 14 de febrero de 1619 cuando un devastador terremoto (del cual aún existen las ruinas) obligó a trasladar la ciudad a su ubicación actual.
El nombre que conocemos hasta hoy proviene de una réplica de la imagen de la Virgen de Guadalupe llegada desde Extremadura (España) al puerto de Chérrepe a mediados del siglo XVI de manos de Francisco Pérez de Lezcano y su esposa Luisa de Mendoza y que fue donada por esta última en 1564 a los monjes agustinos que establecieron su convento en el paraje de Anlape alrededor del cual nació la primera ciudad. Con el tiempo la peregrinación creció hasta convertirse en la mayor de toda la región, lo que provocó el eventual cambio del nombre a villa de Guadalupe, evocando a la localidad extremeña.

## Historia

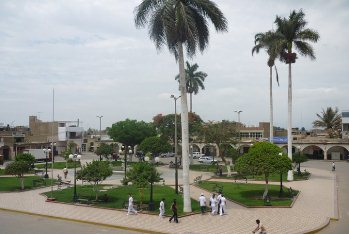
Vista de la plaza Mayor de Guadalupe

La ciudad de Guadalupe fue fundada por el capitán español Francisco Pérez de Lezcano el martes 15 de abril de 1550. Después de ser saqueado el Perú por Francisco Pizarro y sus hombres, fueron dados en feudos varios pueblos del valle del Jequetepeque al capitán Pérez Lezcano, que en 1531 entrara con Pizarro en Cajamarca y después vivió con su familia en Trujillo. El corregidor de esta ciudad quería perderle; y aprovechando la sospecha de ser Lezcano culpable de unos pasquines ofensivos, que cada amanecer aparecían en las puertas principales de Trujillo, lo condenó a una muerte que hubiera llegado, a no ser el providencial milagro de Virgen de Guadalupe a quien se encomendó Lezcano ante muerte segura, en la mañana de su ejecución, descubriéndose al culpable de la emisión de los pasquines un clérigo llamado Pajalarga, que huyó y en el río Chagres fue devorado por un caimán.
Pérez de Lezcano con su mujer Luisa de Mendoza, peregrinando al santuario de La Virgen de Guadalupe en España, logró el permiso de los monjes para hacer una réplica y llevarla al Perú. Envuelta entre bocados y metida en un baúl, salió de España, desembarcando en el hoy puerto de Chérrepe, donde la virgen calmó furiosas olas que suben en montes y bajan en toros, arrepintiéndose unas a otras, en decir del padre Calancha. Era el año 1560. Lezcano puso provisionalmente la efigie en una rústica capilla de su huerto en Chérrepe; y aunque no hay plena concordancia entre los autores en torno a las capillas y templos varios que ha tenido la imagen hasta hoy.
El 24 de enero de 1550. La Merced Real de España por medio del licenciado Pedro de la Gasca, autorizó al capitán español Francisco Pérez de Lezcano que "en el "valle Pacasmayo, en la parte y lugar más conveniente edifique una venta, y junto a ella, una ermita de mediano tamaño y un huerto". El 15 de abril de ese mismo año, Pérez de Lezcano, tras escoger el mejor lugar de su encomienda, decidió erigir "la venta, la ermita y el huerto" en el lugar llamado Omnep. Y es la fecha de este acontecimiento histórico la que se registra en el imaginario popular como fecha de la fundación española de Guadalupe.
En 1560, se celebra por primera vez la Feria y Romería en honor a Nuestra Señora de Guadalupe, fiesta que después sería conocida en toda las colonias americanas y las potencias europeas.
En 1564, Pérez de Lezcano donó la imagen de "Nuestra Señora de Guadalupe", traída de Extremadura (España) a los Padres Agustinos. Y para que éstos mantuvieran el culto a la virgen y su labor evangelizadora en la zona, les donó parte de sus bienes personales. Al poco tiempo Los Padres Agustinos se reubicaron en "Anlape", lugar que reposa en las faldas del cerro "Namul", donde edificaron el primer santuario y monasterio de San Agustín. Alrededor del santuario fueron levantándose casas, dando así nacimiento al pueblito de Anlape, hoy conocido como "El Viejo Guadalupe". A los pocos años, Anlape, llegaría a convertirse en el mayor centro de peregrinación católica del virreinato del Perú.
El 14 de febrero de 1619, ocurrió un terremoto que devastó el norte del Perú. Anlape quedó en escombros. Los lugareños sobrevivientes y los Padres Agustinos O.S.A. , con su fe a cuestas, se mudaron al lugar donde hoy se yergue la próspera e histórica ciudad de Guadalupe, y edificaron nuevamente el templo y convento de San Agustín, considerado actualmente, por su estilo, como joya arquitectónica de Sudamérica.
El 24 de octubre de 1954, se realizó la coronación de la Virgen de Nuestra Señora Guadalupe como Santa Patrona de los Pueblos del Norte y Excelsa Reina del Perú, por el nuncio apostólico de su santidad Pío XII, al celebrarse el V Congreso Eucarístico Nacional y Mariano. La hermosa corona de oro de 18 quilates, fue elaborada por el orfebre guadalupano Carlos Vicente Rubiños Ríos, y costeada con las limosnas de los devotos. Guadalupe empujado por la coronación de su santa y por la ferviente fe católica que le profesa, el año 1967 le erigió un monumento tallado en piedra en la cima del cerro Namul, desde entonces conocido como "cerrito de la Virgen".

## Geografía
Ciudad Costeña, se encuentra en la costa norte del Perú, a 692 km de Lima, a 10 horas en autobús; ciudad cálida, de unos 43,310 habitantes. Su gente bonachona, propia de los pueblos norteños, de trato familiar y suelto, hacen sentir al visitante como si fuera viejo compueblano. Descansa a una altitud de 92 m s. n. m., sobre las coordenadas 7˚ 14’ 30” S 79˚ 28’ 06” O, abarcando un área aproximada de 243km². Por el norte limita con Pueblo Nuevo y Pacanga; por el sur, con San José y Jequetepeque; por el Este, con Chepén y Contumazá; y por el Oeste con el Océano Pacífico.
Actualmente se encuentra en disputa por límites territoriales con el distrito de Pueblo Nuevo (provincia de Chepén)

### Clima
| Parámetros climáticos promedio de Guadalupe | Parámetros climáticos promedio de Guadalupe | Parámetros climáticos promedio de Guadalupe | Parámetros climáticos promedio de Guadalupe | Parámetros climáticos promedio de Guadalupe | Parámetros climáticos promedio de Guadalupe | Parámetros climáticos promedio de Guadalupe | Parámetros climáticos promedio de Guadalupe | Parámetros climáticos promedio de Guadalupe | Parámetros climáticos promedio de Guadalupe | Parámetros climáticos promedio de Guadalupe | Parámetros climáticos promedio de Guadalupe | Parámetros climáticos promedio de Guadalupe | Parámetros climáticos promedio de Guadalupe |
| Mes                                         | Ene.                                        | Feb.                                        | Mar.                                        | Abr.                                        | May.                                        | Jun.                                        | Jul.                                        | Ago.                                        | Sep.                                        | Oct.                                        | Nov.                                        | Dic.                                        | Anual                                       |
| ------------------------------------------- | ------------------------------------------- | ------------------------------------------- | ------------------------------------------- | ------------------------------------------- | ------------------------------------------- | ------------------------------------------- | ------------------------------------------- | ------------------------------------------- | ------------------------------------------- | ------------------------------------------- | ------------------------------------------- | ------------------------------------------- | ------------------------------------------- |
| Temp. máx. media (°C)                       | 30.7                                        | 31.5                                        | 31.4                                        | 30.3                                        | 28.2                                        | 26                                          | 25                                          | 25.2                                        | 25.3                                        | 26.2                                        | 27.3                                        | 29.1                                        | 28                                          |
| Temp. media (°C)                            | 24.9                                        | 25.8                                        | 25.8                                        | 24.6                                        | 22.6                                        | 20.8                                        | 19.8                                        | 20                                          | 20.2                                        | 20.7                                        | 21.6                                        | 23                                          | 22.5                                        |
| Temp. mín. media (°C)                       | 19.2                                        | 20.2                                        | 20.3                                        | 18.9                                        | 17.1                                        | 15.7                                        | 14.7                                        | 14.9                                        | 15.2                                        | 15.2                                        | 15.9                                        | 17                                          | 17                                          |
| Fuente: climate-data.org                    |                                             |                                             |                                             |                                             |                                             |                                             |                                             |                                             |                                             |                                             |                                             |                                             |                                             |

## Atractivos turísticos
Los sencillos balnearios de la "Barranca", el "Rinconazo", las "Rajas", "Playa Chica", "Las Cruces", Playa Grande, La Bocana con sus arenas y aguas limpias, soleadas, a no más de una hora del pueblo, en verano se vuelven corazones de esparcimiento y regocijo para niños y adultos, foráneos y lugareños. Los sitios arqueológicos de "Pakatnamú", "Farfán", "Caracoles", Huaca "Singán”, Templete de Limoncarro, Pampas de Jesús,  atestiguan la historia prehispánica. “Omnep”, “Anlape”, guardan la historia del sincretismo cultural tras la llegada de los españoles. El cerro Namúl hoy llamado "El Cerrito de la Virgen", "El Complejo Arquitectónico de San Agustín", "La Feria y Romería de la Virgen de Guadalupe", testimonian la arraigada tradición religiosa. "El Arco", "El Mausoleo, El Monumento y La Casa de los Albújar", testimonian el ejemplar acto heroico practicado por dos jóvenes guadalupanos, y uno jequetepecano, durante la guerra del pacífico; y el gran desfile, en honor a éstos, que se realiza todos los 28 de octubre, dan cuenta del fervor patriótico guadalupano. Las casonas coloniales, hablan del arte arquitectónico que nos legaron los españoles. "Las Vacas Locas", "La Quema de Troncos", "Los Mamarrachos", "Las Viudas", "Los Pastores", "Los Nacimientos", son expresiones tradicionales de fin de año.
Guadalupe, clavado en el corazón del valle del Jequetepeque, yace rodeado de fértiles campos de sembrío, donde se cosecha uno de los mejores arroces del Perú; en estos campos se yerguen, cual lunares, los asentamientos humanos como Semán, La Calera, Limoncarro... los mismos que le inyectan vida y dinamismo. Su clima variado y exquisito, es regulado por la hilera de cerros que se levanta majestuosamente entre él y el océano Pacífico.
Las Festividades de la Santa Patrona Nuestra Señora de Guadalupe se inician desde el 26 de noviembre al 10 de diciembre de cada año, destacando los días centrales 5 de diciembre salida de la réplica de la imagen llamada "La Perfecta" a su santuario en el "Cerrito de la Virgen" culminando sus actividades religiosas en honor a la patrona de este distrito mariano el 8 de diciembre, continuando la feria hasta el 10 de diciembre con conciertos musicales, danzas típicas, fuegos pirotécnicos, cabalgatas y actividades deportivas que promueven las autoridades que representan a la comunidad.
Instituciones particulares de índole cultural están promoviendo "El Shi Muchik", o gran Fiesta de la Luna, ritual de ascendencia Mochica - Chimú, y se ha logrado declarar como zona protegida por el estado al centro religioso del "Pakatnamu" ubicado a orillas del río Jequetepeque; declarando esta zona arqueológica de interés nacional y necesidad pública con Ley N.º 30033, siendo responsabilidad de las autoridades de la Municipalidad Distrital de Guadalupe conseguir la puesta en valor de este monumento arqueológico y turístico.
Ciertas Familias Guadalupanas de antaño aún viven para contar la historia de éste gran pueblo.
Dentro de los que cabe señalar se encuentran las familias "Campos", "Malca", " Castañeda" y "Luperdi".